# Sciades rondoniana
Sciades rondoniana är en skalbaggsart som först beskrevs av Stefan von Breuning 1965.  Sciades rondoniana ingår i släktet Sciades och familjen långhorningar.
Artens utbredningsområde är Laos. Inga underarter finns listade i Catalogue of Life.